# Hyophila regnellii
Hyophila regnellii là một loài rêu trong họ Pottiaceae. Loài này được Müll. Hal. ex Ångstr. mô tả khoa học đầu tiên năm 1876.